# Nieuw-Caledonische dwerghoningeter
De Nieuw-Caledonische dwerghoningeter (Myzomela caledonica) is een zangvogel uit de familie Meliphagidae (honingeters).

## Verspreiding en leefgebied
Deze soort is endemisch in Nieuw-Caledonië.

## Status
De grootte van de populatie is niet gekwantificeerd maar de soort wordt omschreven als algemeen en wijdverspreid. Op de Rode lijst van de IUCN heeft deze soort de status niet bedreigd.